# 北海道道559号新富士停車場線
北海道道559号新富士停車場線（ほっかいどうどう559ごう しんふじていしゃじょうせん）は、北海道釧路市内を結ぶ一般道道である。

## 概要

### 路線データ
- 起点：北海道釧路市新富士町3（JR北海道 根室本線 新富士駅）
- 終点：北海道釧路市鳥取大通9（国道38号交点）
- 総延長：2.892 km
- 実延長：2.841 km
- 重用延長：0.051 km

### 道路管理者
- 釧路総合振興局 釧路建設管理部 事業課

## 歴史
- 1966年（昭和41年）3月31日 - 路線認定[1]。

## 地理

### 通過する自治体
- 釧路総合振興局
  - 釧路市

### 交差する道路
釧路市
- 北海道道53号釧路鶴居弟子屈線 - 鳥取南4
- 北海道道860号釧路西港線 - 鳥取南7
- 国道38号 - 鳥取大通9（終点）
- 北海道道113号釧路環状線 - 鳥取大通9（終点）
- 北海道道148号釧路西インター線 - 鳥取大通9（終点）